# (707) Steina
(707) Steina ist ein Asteroid des Hauptgürtels, der am 22. Dezember 1910 vom deutschen Astronomen Max Wolf in Heidelberg entdeckt wurde. 
Benannt wurde der Asteroid nach einem Herrn Stein, einem Stifter des Breslauer Observatoriums.